# BMW K4
Der BMW K4 war ein Versuchswagen der Bayerischen Motoren Werke AG (BMW) aus dem Jahr 1939/40 auf der Basis des BMW 335. Verwendet werden auch die alternativen Schreibweisen K-4 (mit Bindestrich) oder K 4 (mit Leerzeichen), öfter auch die Bezeichnung Kamm-Wagen K4.
Er war – ähnlich dem im Jahr zuvor hergestellten Versuchswagen BMW K1 – eine auf hohe Reisegeschwindigkeiten und niedrigen Verbrauch ausgelegte viertürige Limousine der Oberklasse mit komfortabler Ausstattung und fünf vollwertigen Sitzplätzen, Pontonkarosserie in Stromlinienform (diesmal mit eingearbeiteten Kotflügeln), Kamm-Heck und 3,5-Liter-Sechszylinder-Reihenmotor (Link zum Bild:).
Entwickelt wurde die Karosserie des K4 – wie schon beim Versuchswagen K1 – nicht im BMW-Stammwerk in München oder in dem damals für die Automobilproduktion zuständigen BMW-Werk Eisenach (dem vormaligen Dixi-Werk), sondern durch Professor Wunibald Kamm im Forschungsinstitut für Kraftfahrwesen und Fahrzeugmotoren (FKFS) in Stuttgart. Besondere Merkmale des K4 waren – ähnlich dem K1 – seine aerodynamisch sehr günstige Karosserie sowie zahlreiche technische Innovationen, die zum Teil erst Jahrzehnte später in die Serienfertigung einzogen.

## Hintergrund und Entstehungsgeschichte des K4
Hintergrund und Entstehungsgeschichte des Versuchswagens BMW K4 entsprechen denen des BMW K1 aus dem Jahr 1938/39. Der K4 war das vierte fahrfähige Ergebnis der Arbeiten des FKFS und Kamms und nach dem K1 der zweite Versuchswagen auf der Basis des „großen“ BMW 335.
Dazwischen lagen die Modelle K2 und K3 auf dem Fahrgestell des kleineren und leichteren Mercedes-Benz 170 V, wobei der K2 dem extrem strömungsgünstig geformten K1 ähnelte, während der K3 ähnlich dem K4 etwas konservativer gestaltet war.
Auch der BMW K4 war von Beginn an als Versuchswagen, mithin nicht für die Serienfertigung konzipiert. 1939 und 1940 fanden ausgedehnte Versuchsfahrten statt, wobei zeitweilig auch bei ihm – wie schon beim K1 – zwei große senkrechte Luftleitflossen am Ende des Daches montiert waren. Zwar erwiesen sich die fortschrittliche Karosserie sowie die technischen Innovationen als funktionell und effizient. Jedoch unterschied sich selbst in dieser gemilderten Form die äußere Gestalt mit ihrer Pontonkarosserie, dem ungewöhnlichen Heck, den vollständig abgedeckten hinteren Rädern sowie den zeitweilig montierten Dachflossen stark von den damaligen Serienfahrzeugen. Das Aussehen auch dieses Modells stieß beim Publikum auf teils harsche Kritik. Der K4 blieb daher ebenfalls ein Einzelstück.

## Typologie
Der BMW K4 trägt, anders als die zur Serienproduktion vorgesehenen BMW-Pkw der Vorkriegszeit ab 1933 beginnend mit dem Modell 303 (1933–1934), keine Modellbezeichnung mit drei Ziffern und einer „3“ am Anfang. Wie zahlreiche spätere Konzeptfahrzeuge erhielt er eine Modellbezeichnung mit einem Buchstaben und einer einstelligen Zahl.
Das K steht für „Kamm-Wagen“ bzw. „Kamm-Heck“, die 4 für das vierte Fahrzeug dieser Reihe des FKFS.
Vereinzelt wird der K4 in Buch- und Internetveröffentlichungen fälschlich als K2 bezeichnet (möglicherweise, weil es der zweite Kamm-Wagen auf BMW-Basis war) – so geschehen bei den Veröffentlichungen zur Sonderausstellung 100 Jahre gegen den Wind in der Sammlung Prototyp in Hamburg vom 24. Januar bis 25. März 2009. Vereinzelt wird er in Buch- und Internetveröffentlichungen auch mit dem kleineren und leichteren, heute noch erhaltenen Kamm-Wagen K3 auf Mercedes-Basis verwechselt.

## Einzelheiten zum Fahrzeugmodell

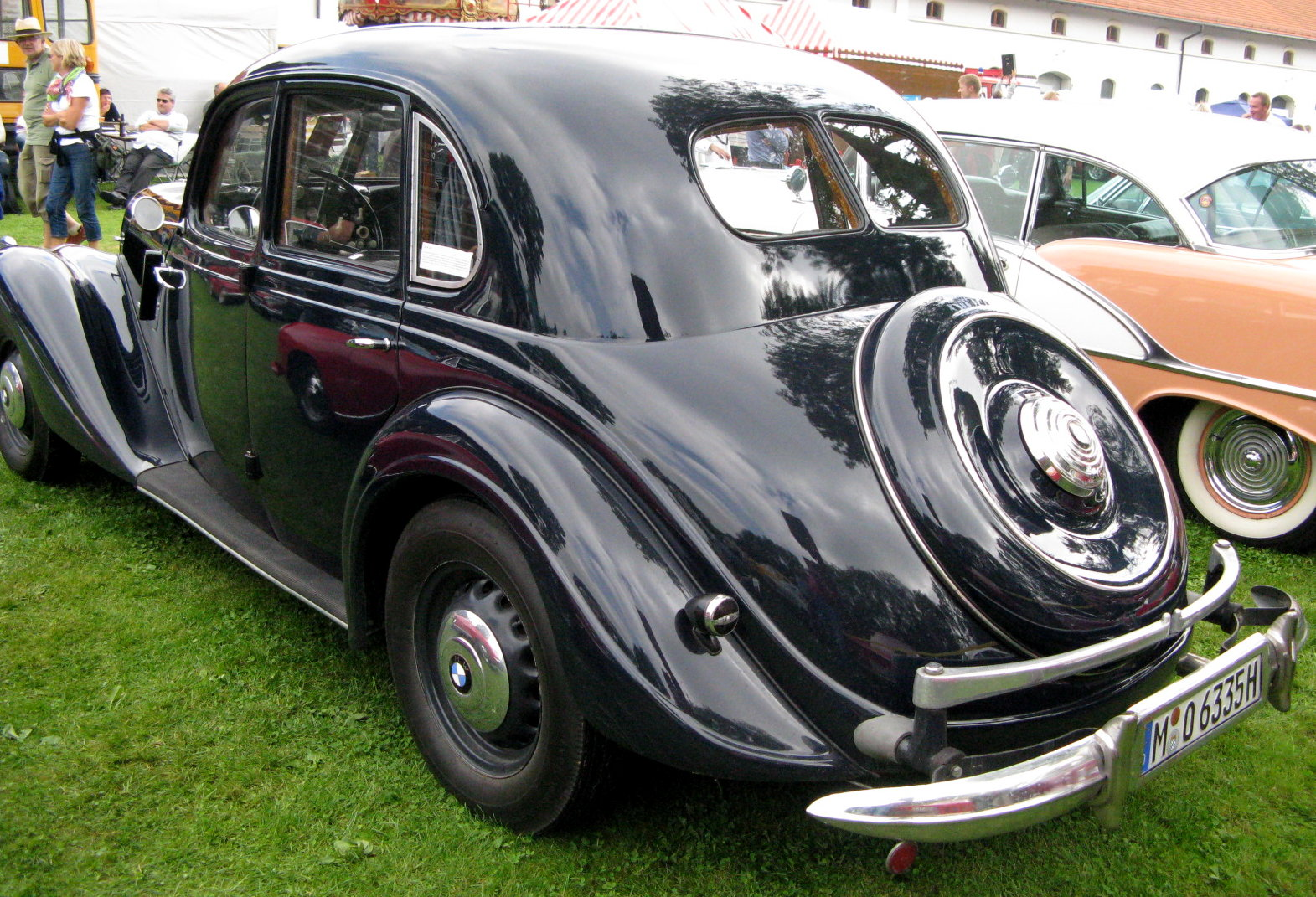
Die BMW 335-Limousine, vorgestellt im Herbst 1938, in Serie gefertigt ab 1939 – ein von BMW gestelltes Vorserienchassis dieses Typs lieferte die Grundlage für den 1939/40 von Wunibald Kamm in Stuttgart entwickelten BMW K4

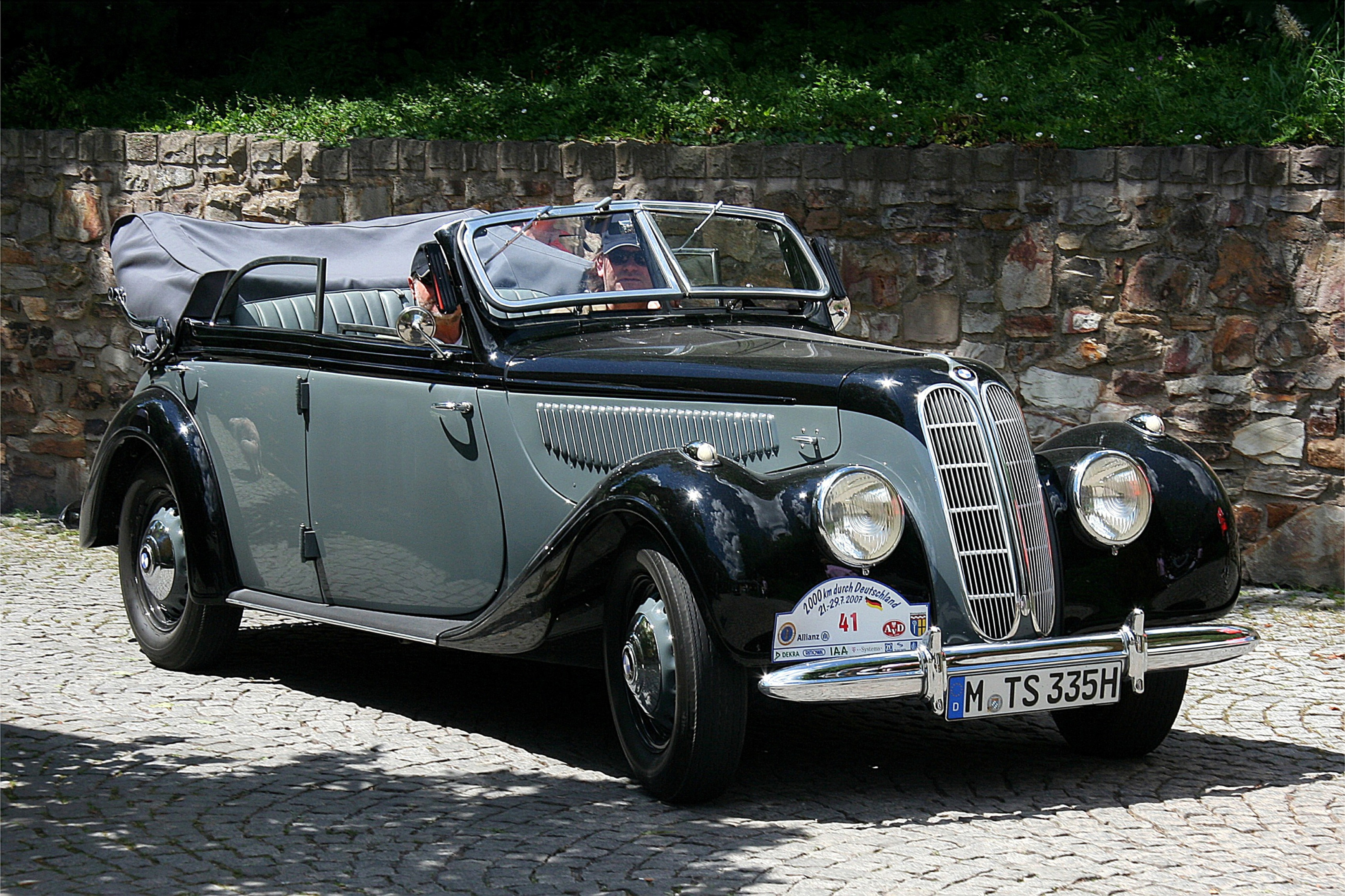
Der BMW 335, hier als viertüriges Cabriolet, das konservativ gestaltete Serienmodell zum innovativen Versuchswagen BMW K4

### Karosserie und Ausstattung
Auffallendstes Merkmal des BMW K4 ist seine nach damaligen wie heutigen Gewohnheiten ungewöhnliche, aerodynamisch ausgefeilte Karosserie mit dennoch sehr geräumigem und bequemem Innenraum. Der genaue {\displaystyle c_{w}}-Wert ist nicht überliefert, liegt jedoch zwischen dem hervorragenden Wert von 0,23 des K1 und dem Wert von 0,37 für den kürzeren, seriennäheren Kamm-Wagen K3. Üblich waren damals {\displaystyle c_{w}}-Werte für Limousinen von 0,5 bis 0,6.
Erzielt wurde der niedrige Luftwiderstandsbeiwert durch eine strömungsgünstige Pontonkarosserie mit Flügelprofil und einmodellierten Kotflügeln, eine relativ runde und tief heruntergezogene Front mit eingepassten Scheinwerfern, vollverkleideten hinteren Radausschnitten sowie einem glatten, verkleideten Unterboden. Weiteres Detail war die aus vier Segmenten bestehende Frontscheibe mit nur seitlichen abgerundeten Elementen, da gewölbtes Glas noch teuer und unüblich war. Hinzu kamen relativ glatte Karosserie-Seitenteile sowie bündig eingepasste Front-, Heck- und Seitenscheiben. Besonders wichtig war das relativ lange, flach abfallende Fließheck mit sanft eingezogenen Seitenteilen und relativ gerade abgeschnittenem Heckabschluss. Hierdurch entstanden klare Abrisskanten oberhalb der zweigeteilten Heckscheibe sowie im seitlichen und unteren Karosseriebereich.
Anders als der K1 trug der K4 die bei anderen Modellen seit 1933 übliche BMW-Niere. Ebenso typisch war die Anordnung der vier Türen, wie sie sich bereits beim Modell 326 bewährt hatte: Die Vordertüren waren hinten angeschlagen (sogenannte „Selbstmördertüren“), die hinteren Türen hingegen vorne. Die Türen waren also gegenläufig, die Türscharniere jeweils an der B-Säule befestigt.
Die beiden großen senkrechten Heckflossen, die zeitweilig auf dem Dach des K4 montiert waren, sollten den Luftstrom über dem Dach und hinter dem Fahrzeug günstiger leiten; in der Praxis erwiesen sich die Vorteile der Flossen – wie schon beim K1 – als zu gering, da sie zugleich die Seitenwindstabilität und den Geradeauslauf verschlechterten. Da die Erprobungsfahrten während des Zweiten Weltkriegs stattfanden, besaßen die großen Rundscheinwerfer zumeist die kriegstypischen Scheinwerferverkleidungen, die das Licht nur durch einen schmalen Schlitz austreten ließen.
Entsprechend dem Ziel, eine komfortable Reiselimousine zu entwickeln, standen die Front- bzw. die Seitenscheiben relativ steil und ermöglichten einen geräumigen Innenraum. Im Heck befand sich ein großer, von außen zugänglicher Kofferraum. Die Innenausstattung war aufwändig und komfortabel. Bedingt durch die gegenüber dem Ausgangsmodell BMW 335 ausladendere Karosserie und die aufwändige Innenausstattung lag das Gewicht des K4 mit etwa 1500 Kilogramm relativ hoch und deutlich über dem des serienmäßigen 335.
Das Design war aerodynamisch sehr konsequent; gegenüber dem aerodynamisch nochmals günstigeren K1 versuchte Kamm beim K4 mit den sichtbaren, nicht abgedeckten Vorderrädern sowie den einmodellierten Kotflügeln vorne und hinten mehr Rücksicht auf den zeitgenössischen Geschmack zu nehmen. Durch den Verzicht auf Chromelemente, sonstigen Zierrat und Stoßstangen entsprach das Erscheinungsbild dennoch nicht dem damaligen Massengeschmack.
Gebaut wurde die Karosserie 1940 nach den Plänen Kamms bzw. des FKFS von dem Stuttgarter Karosseriewerk Reutter & Co. GmbH. Bekannt ist das Unternehmen vor allem durch die Herstellung von Pkw-Karosserien für Wanderer und Porsche (vor bzw. nach dem Zweiten Weltkrieg). Es handelte sich um eines der letzten zivilen Fahrzeuge, ehe in Deutschland aufgrund des Zweiten Weltkriegs nur noch Offiziers- oder Militärfahrzeuge hergestellt wurden.

### Chassis und Fahrwerk
Der BMW K4 hatte – wie der K1 – ein Vorserienchassis des Modells 335, das BMW dem FKFS unter der Leitung von Kamm 1939 zur Verfügung stellte. Er hatte somit ebenfalls einen Tiefbett-Kastenrahmen mit einer Vorderradaufhängung aus oberen Querlenkern sowie einer Querblattfeder unten und einer Spurweite von 1306 Millimeter. Hinten hatte er eine Starrachse mit zwei Längsfederstäben und einer Spurweite von 1404 Millimeter. Der Radstand betrug 2984 Millimeter. Er hatte eine Zahnstangenlenkung sowie hydraulisch betätigte Innenbacken-Trommelbremsen an allen vier Rädern mit seilzugbetätigter Handbremse auf die Hinterräder.
Innovative Besonderheit der Kamm-Wagen K1 und K4 war eine Reifendruckregelanlage, die es ermöglichte, während der Fahrt den Reifendruck vom Armaturenbrett aus zu erhöhen und dadurch den Rollwiderstand der Reifen zu verringern; hierdurch konnte auf den gut ausgebauten neuen Autobahnen vor allem bei höheren Geschwindigkeiten der Kraftstoffverbrauch reduziert werden.

### Motor und Getriebe
Der BMW K4 war – wie schon der K1 – mit dem neu konstruierten Motor des 335 versehen, also einem wassergekühlten Sechszylinder-Viertakt-Reihenmotor mit 3485 cm³ Hubraum und langhubiger Auslegung (Bohrung 82 Millimeter, Hub 110 Millimeter). Bei einer Verdichtung von 1:5,8 leistete der mit zwei Doppel-Registervergasern bestückte Motor 66 kW / 90 PS bei 3500 Umdrehungen pro Minute. Die Kraftübertragung erfolgte in gewohnter Weise per Einscheibentrockenkupplung auf ein handgeschaltetes Viergang-Getriebe mit Hinterradantrieb. Innovative Besonderheit der Kamm-Wagen K1 und K4 war eine spezielle Gemischabmagerung bei konstanten Drehzahlen zur weiteren Verbrauchssenkung. Ein besonderer Schnellgang ermöglichte, die Motordrehzahl bei höheren Geschwindigkeiten zu reduzieren und dadurch den Kraftstoffverbrauch nochmals zu senken.

## Designunterschiede zwischen dem BMW K4 und dem K1 im Einzelnen
- Pontonkarosserie mit Kotflügeln beim K4 (in der Draufsicht vorne spitz zulaufend, im Querprofil weich abgerundet) im Gegensatz zur Voll-Pontonkarosserie des K1
- dreigliedrige Front des K4 (Motorhaube mit BMW-Niere, breite Kotflügel mit großen, eingearbeiteten Scheinwerfern, die von vorne entfernt an das Design des VW Käfer erinnern) anstelle der einteiligen Front des K1 mit ovalem Lufteinlass
- abgedeckte Radausschnitte beim K4 nur hinten (statt vorne und hinten beim K1)
- schmalere, etwas nach innen abgesetzte Fahrgastzelle mit geringerer Stirnfläche beim K4, die den im Vergleich zum K1 etwas schlechteren {\displaystyle c_{w}}-Wert zum Teil kompensiert
- größeres, längliches, nach hinten schmaler werdendes drittes Seitenfenster beim K4
- steil stehendes, zweigeteiltes Heckfenster beim K4 mit Abrisskante oberhalb des Fensters, statt Fließheck mit flacher, liegender Heckscheibe und Abrisskante am hinteren, unteren Ende der Scheibe

## Einfluss auf andere Fahrzeugmodelle und Verbleib des K4

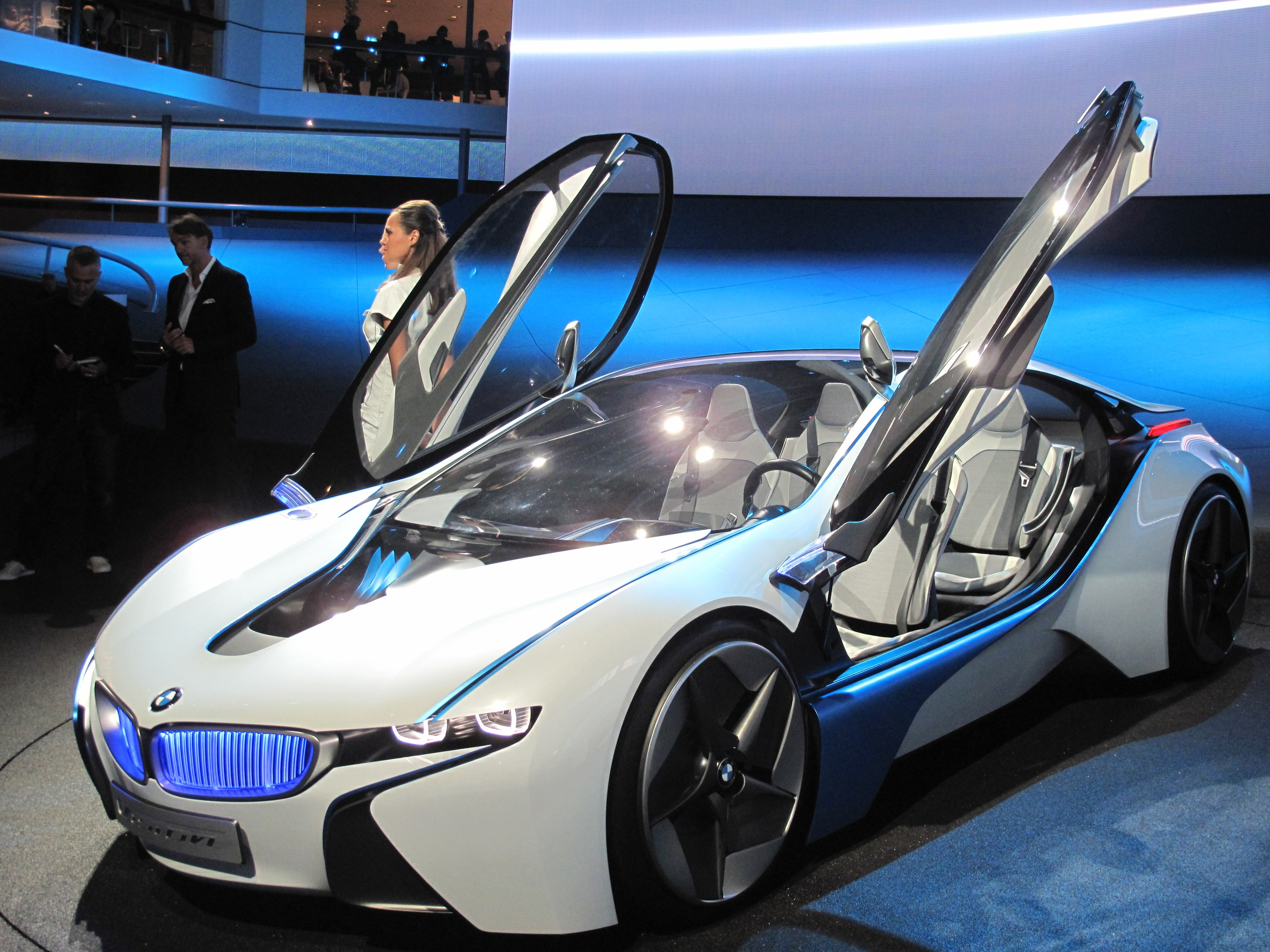
Moderne Interpretation eines besonders energieeffizienten mehrsitzigen Personenwagens von BMW, der BMW Vision Efficient Dynamics aus dem Jahr 2009 als geistiger Nachfahre des innovativen BMW K4

Die Erfahrungen von BMW mit dem K1 und K4 flossen in die Entwicklung verschiedener geplanter Serienfahrzeuge ein: den BMW 332, dem für 1940 vorgesehenen Nachfolger des Erfolgsmodells BMW 326, sowie den BMW 337, dem für 1941 geplanten Luxus- bzw. Oberklasse-Modell oberhalb des BMW 335.
Die Spur des BMW K4 verliert sich am Ende des Zweiten Weltkriegs; er gilt heute als verschollen bzw. zerstört. Nach einer Quelle wurde der K4 bei Kriegsende von französischen Truppen beschlagnahmt und zu Forschungszwecken zerlegt.
Einzelne Gestaltungsmerkmale des K4 wie die Grundidee der Pontonkarosserie sowie die aerodynamisch beeinflusste Linienführung fanden sich in den 1950er-Jahren in der Modellreihe BMW 501/502 wieder, auch wenn diese Wagen mit ihren ausgeformten Kotflügeln im Stil der zeitgenössischen Austin in den 1950er-Jahren schon wieder klassisch wirkten (Spitzname: „Barockengel“).
Bis heute (Stand: März 2010) hat BMW kein vergleichbar revolutionäres und aerodynamisch günstiges Design mehr wie das der K1 und K4 vorgestellt. Möglicherweise hat gerade die teilweise harsche Kritik an der Form und das fehlende Verständnis der zeitgenössischen Autokäufer BMW dazu bewogen, bis in die Mitte der 1990er-Jahre ein eher konservatives Design zu pflegen, ehe man mit dem Designer Chris Bangle den Mut zu kontrovers diskutierten Stylingelementen fand.
Bis heute (Stand: März 2010) sind keine Bemühungen von BMW bekannt geworden, einen Nachbau des BMW K4 anfertigen zu lassen, wie dies beispielsweise bei einzelnen prestigeträchtigen 328-Rennsportversionen geschah.
Die Idee einer großen Limousine mit Fließheck griff BMW erst wieder 2007 mit dem Konzeptfahrzeug BMW Concept CS sowie in der Serie mit den Modellen BMW X6 und BMW 5er Gran Turismo in den Jahren 2008 bzw. 2009 auf. Die Idee eines besonders energieeffizienten, großen, mehrsitzigen Modells findet sich wieder in dem 2009 präsentierten Konzeptfahrzeug BMW Vision Efficient Dynamics.